# Смит, Джек (футболист, 1895)
Джон Рид Смит (англ. John Reid Smith; 2 апреля 1895 — сентябрь 1946), более известный как Джек Смит (англ. Jack Smith) — шотландский футболист, центральный нападающий. Наиболее известен по своим выступлениям за английский клуб «Болтон Уондерерс», с которым выиграл два Кубка Англии.

## Футбольная карьера
Смит родился в Поллокшоус, южном районе Глазго. Он начал играть в футбол в любительском клубе «Баттлфилд Джуниорс», после чего перешёл в «Альбион Роверс». После этого он перешёл в «Килмарнок», забив 7 из 14 голов своего клуба на пути к выигрышу Кубка Шотландии в сезоне 1919/20, включая победный гол в финальном матче против «Альбион Роверс», в котором «Килмарнок» одержал победу со счётом 3:2.
После разногласий с руководством «Килмарнока», Смит перешёл в другой шотландский клуб, «Кауденбит». В сезоне 1921/22 он забил 45 голов во Втором дивизионе шотландской лиги, а «Кауденбит» финишировал на втором месте. По окончании сезона Смит перешёл в «Рейнджерс» за £3000, дебютировав на «Айброкс» 15 августа 1922 года в матче против «Аллоа Атлетик», в котором он отметился забитым мячом. После этого он сыграл ещё два матча за «Рейнджерс», а затем проиграл конкуренцию за место в основе Джорди Хендерсону. Три месяца спустя он перешёл в английский клуб «Болтон Уондерерс».
Смит дебютировал за «рысаков» в ноябре 1922 года в матче против «Манчестер Сити», забив гол на 89-й минуте встречи. В финале Кубка Англии 1923 года он забил второй гол в ворота «Вест Хэма». Этот гол вызвал массу споров: игроки «Вест Хэма» утверждали, что мяч не пересёк линию ворот, а отскочил от штанги, но арбитр матча Дэвид Эссон засчитал взятие ворот, а рикошет мяча объяснил попаданием в одного из зрителей.
В сезоне 1924/25 Смит забил 21 гол в 35 матчах, а Болтон завершил чемпионат на третьем месте.
В 1926 году Смит вновь сыграл в финале Кубка Англии, в котором «Болтон» обыграл «Манчестер Сити» со счётом 1:0. После перехода в «Болтон» Гарольда Блэкмора Смит всё реже появлялся в основном составе, и в марте 1928 года перешёл в «Бери» за £1500. В своём дебютном матче за «Бери» против «Шеффилд Уэнсдей» он сделал «хет-трик». Всего за «Бери» он забил 107 голов в 157 матчах чемпионата. В августе 1933 года он перешёл в клуб «Рочдейл».
В 1939 году Смит был назначен помощником Билли Дженнингса, тренера «Кардифф Сити». Дженнингс играл со Смитом в «Болтоне».
Умер Смит в Кардиффе в сентябре 1946 года.

## Достижения
Килмарнок 
- Обладатель Кубка Шотландии: 1920

Болтон Уондерерс 
- Обладатель Кубка Англии (2): 1923, 1926